# Orao harpija
Orao harpija (Harpia harpyja), ponekad poznat kao i američki orao harpija je neotropska vrsta orla.
To je najveća i najmoćnija ptica grabljivica u Amerikama te jedan od najvećih živućih vrsta orlova na svijetu. Obično nastanjuje tropske prašume gdje živi visoko u krošnjama. Zbog uništavanja šuma broj mu se smanjio, što je do posebnog izražaja došlo u Srednjoj Americi.

## Taksonomija
Prvi ju je opisao Carl Linné 1758. u svom Systeme natturae kao Vultur harpyja po mitološkoj zvijeti harpiji. Ona je jedini član roda Harpia i usko je povezana s grivastima orlovima (Morphnus guianensis) te s papuanskim orlovima (Harpyopsis novaeguineae). Te tri ptice sastavljaju potporodicu Harpiinae unutar velike porodice  Accipitridae. Ispočetka se mislilo da su u rodu s filipinskim orlovima, ali je to DNK analizom odbačeno.
Ime su dobili po harpijama, mitološkim bićima iz grčke mitologije koje su imale tijelo orla i glavu čovjeka.

## Izgled
Gornja strana je prekrivena crnim perjem, a donja uglavnom bijelim. Ima crnu traku preko prsa do vrata, a glava je blijedo siva s 
dvostrukom grivom u obliku krune. Perje u mužjaka i ženke je jednako. Donji dio stopala dug je oko 13 cm.
Ženka obično teži od šest do devet kilograma (jedna ulovljena ženka težila je nevjerojatnih 12 kilograma), dok su mužjaci mnogo lakši i teže oko četiri do pet kilograma. Krila su relativno kratka i zdepasta, duga od 54 do 63 centimetra (u ženki je krilo veće). Visina mu se kreće između 89 i 105 centimetara, dok raspon krila iznosi od 176 do 201 cm. Pogrešno je smatrana najvećim, jer je od njega u prosjeku veći filipinski orao. Tijekom 2-3 godine podignu svega jednog ptića, pa su zbog toga u malom broju u odnosu na druge ptice.

## Stanište
Orao nastanjiva područje Meksika, Srednje Amerike te Južne Amerike sve do Argentine. U Srednjoj Americi je pred nestajanjem zbog intenzivnog krčenja šuma. Obično živi u krošnjama, visoko iznad tla.

## Prehrana
Orao harpija je vrhunski predator i na vrhu je hranidbenog lanca što znači da nema prirodnih neprijatelja koji ga mogu ugroziti. Njegov plijen uglavnom čine sisavci kao što su ljenivci, majmuni, mravojedi, dikobrazi, oposumi. Ponekad napadaju i manji "zalogaj" kao što su papige te gmazovi poput zmija i guštera. Od većeg plijena napada kapibare i mlade jelene. Rijetko se događa, da nekad orlovi napadaju i stoku. veliki plijen proždiru na krošnji jer je prevelik za gnijezdo.

## Popularna kultura
- Orao je nacionalni simbol više država, a nalazi se na grbu Paname.
- inspiracija za film Harry Potter
- U Belizeu prozvan "amabasadorom klimatskih promjena"